# Conferința de la Washington
   A urmărit reglementarea problemelor navale între marile puteri şi problema Pacificului. Au fost 9 ţări participante, SUA, Marea Britanie, Franţa, Italia, Japonia, Olanda, Belgia, Portugalia şi China. Profitând de faptul că puterile europene şi SUA îşi concentrau atenţia asupra problemelor europene, Japonia şi-a întărit poziţiile în China şi regiunea Pacificului. Administraţia americană a preşedintele Warren Harding nu era de acord cu acest lucru, dorind să impună principiul „porţilor deschise”, a „posibilităţilor egale”, să împiedice prelungirea tratatului de alianţă anglo-japonez, care expira în iulie 1921. O chestiune la ordinea zilei era şi necesitatea reglementării înarmărilor navale.
    La 13 decembrie s-a semnat Tratatul celor patru puteri (SUA, Anglia, Japonia şi Franţa), cu privire la garantarea posesiunilor insulare în Pacific.
    La 6 februarie a fost încheiat Tratatul celor cinci puteri, referitor la îngrădirea cursei înarmărilor navale. Tonajul maxim al flotei de linie era reglementat astfel:
-         SUA şi Anglia - 525.000 tone
-         Japonia – 315.000 tone
-         Franţa şi Italia 175.000 tone.
   Tot la 6 februarie s-a încheiat Tratatul celor nouă, care se referea la China şi a fost semnat de SUA, Marea Britanie, Franţa, Japonia, Belgia, Olanda, Portugalia şi China. Părţile contractante se obligau să respecte suveranitatea, independenţa şi integritatea Chinei, să-i dea posibilitatea de a se dezvolta şi de a avea un guvern viabil, să aplice şi să menţină principiul posibilităţilor egale pentru comerţul şi industria tuturor naţiunilor pe întreg teritoriul Chinei. Tratatul reprezenta o lovitură pentru Japonia, care era obligată să restituie Chinei peninsula Shantung.
    Tratatul de la Washington reflecta noul raport de forţe creat în Extremul Orient prin colaborarea anglo-americană şi prin aplicarea politicii „porţilor-deschise”. Absenţa URSS de la aceste tratate, creşterea în amploare a mişcării comuniste chineze, nerespectarea prevederilor tratatelor, le-au făcut vulnerabile, fragile şi temporare.

## Anularea
Noul raport de forțe pe scena politică internațională trebuia apărat și menținut prin măsuri și acțiuni (demersuri) diplomatice. Discuțiile începute la Paris în 1919 sunt continuate la Washington între anii (1921-1922). A fost de tip internațional, reprezentând a doua mare și importantă Conferință de pace cu caracter naval, după Conferința de pace de la Versailles, reunită la inițiativa secretarului american de stat, Charles Evans Hughes (1862-1948), în perioada (12 noiembrie 1921-6 februarie 1922), în orașul american Washington. Scopul: reducerea armamentului naval și detensionarea relațiilor din Extremul Orient, adică dezarmarea maritimă (navală) și a situației din zona Oceanului Pacific. Au fost semnate trei înțelegeri majore. Lucrările acesteia s-au desfășurat în afara auspiciile Societății (Ligii) Națiuni). participat: SUA, Marea Britanie, Franța, Italia, Japonia, Olanda, Belgia, Portugalia, China. Profitând de concentrarea atenție SUA și a statelor europene învingătoare asupra problemelor europene, Japonia și-a întărit pozițiile în China și în regiunea Oceanului Pacific, acțiune refuzată de administrația americană a lui Warren Harding. Tratatul celor patru mari puteri-garantarea posesiunilor insulare din Oceanul Pacific-(SUA, Marea Britanie, Franța, Japonia)-13 decembrie 1921, prevedea garanții mutuale de inviolabilitate teritorială a posesiunilor coloniale în zona bazinului Oceanului Pacific. Pe 6 februarie 1922, a fost încheiat Tratatul celor cinci puteri (SUA, Marea Britanie, Franța, Japonia, Italia), referitor la îngrădirea (limitarea; reducerea) cursei înarmărilor navale (maritime), interzic prin acest acord construirea vaselor maritime mai mari de 35 000 de tone, stabilind raportul dintre flotele acestor cinci state: 5:5:3:1,75:1,75, SUA obținând astfel paritate navală cu Marea Britanie, ultima pierzând întâietatea mărilor („regină a mărilor”), fiind devansată de SUA (SUA și Anglia-525 000 tone, Japonia 315 000 tone, Franța și Italia-175 000 tone. ot pe 6 februarie 1922, s-a încheiat Tratatul celor nouă puteri (SUA, Marea Britanie, Franța, Japonia, Italia, Belgia, Portugalia, Portugalia, Olanda, China), prevedea respectarea suveranitatea, independența și integritatea teritorială a Chinei, spre a-i oferi posibilitatea de a dezvolta și de a avea un guvern viabil (legal), să aplice și să mențină principiul posibilităților egale pentru comerțul și industria întregilor națiuni de pe teritoriul chinez. Japonia pierdea avantajele obținute la Versailles, renunțând la Peninsula Shandung, fostă bază militară germană în China, astfel încât Japonia începe revizuirea deciziilor Conferinței de la Washington. Tratatul de la Washington reflecta noul raport de forțe creat în Extremul Orient prin colaborarea anglo-americană și prin aplicarea politicii „porților-deschise”. Absența URSS de la aceste tratate, creșterea în amploare a mișcării comuniste chineze, nerespectarea prevederilor tratatelor, au făcut-o vulnerabilă, fragilă și temporară. A reprezentat a doua bază a instaurării Noii Ordini Mondiale, completând și încheind sistemul de alianțe (alături de Conferința de la Lausanne,  Elveția, pe 24 iulie 1923). Acest sistem a fost creat în mare măsură sub influența politică și strategico-militară a statelor învingătoare ignorând interesele statelor învinse dar și a celor nou create, astfel această structură devenea vulnerabilă și putea izbucni în orice moment un nou război.Aceste acorduri satisfac deplin SUA, confirmând supremația lor militară maritimă, desființând practic expansionismul japonez în zona Pacificului.